# 眠狂四郎 卍斬り
『眠狂四郎 卍斬り』（ねむりきょうしろう まんじぎり）は、1969年（昭和44年）12月20日に公開された日本の時代劇映画。柴田錬三郎の小説『眠狂四郎シリーズ』を映画化したものである。監督は池広一夫。

## 概略
主演は松方弘樹。松方は当時東映所属俳優であったが、大映の看板スターで眠狂四郎シリーズの主役を務めていた市川雷蔵の死に伴い、大映にレンタルされる形で出演。大映の眠狂四郎シリーズとしては14作目、松方主演版では2作目。また、後のテレビシリーズにおいて長年眠狂四郎を演じた田村正和が、本作には敵役として出演している。

## あらすじ
狂四郎は、岸和田藩の家老から理江という女を手籠めにすることを依頼され、この事が原因で岸和田藩と薩摩藩の抗争に巻き込まれる。薩摩藩は狂四郎を討つべく、手練れの隠密党という暗殺者たちを差し向ける、彼らを続々討ち果た狂四郎、次の相手は狂四郎と同じく混血の剣士梅津一郎太、狂四郎は一郎太を打ち負かすも、自身同じ境遇の一郎太に情けをかけ命を奪わず去る。その後も様々な者により命を狙われた狂四郎だが、全ての相手を打ち負かした時、梅津一郎太が再び狂四郎に勝負を挑んでくる。

## スタッフ
- 監督：池広一夫
- 製作：大映京都撮影所
- 原作：柴田錬三郎『眠狂四郎シリーズ』
- 脚本：依田義賢
- 音楽：渡辺岳夫
- 撮影：武田千吉郎

## キャスト
- 眠狂四郎：松方弘樹
- 梅津一郎太：田村正和
- 理江：南美川洋子
- 千佐：松岡きっこ
- 奥村弁次郎：中谷一郎
- 岡部邦宗：亀石征一郎
- 都田水心：内田朝雄
- 杜園：加藤嘉
- いと：笠原玲子
- お登奈：しめぎしがこ
- 須美：宇田あつみ
- しの：御影京子
- 内藤主水：永田靖
- 天心坊：伊達岳志
- 虚無僧：木村元
- 竜馬：水上保広
- 東郷蔵之助：堀田真三
- 伊集院司：橋本力
- 頭巾の武士：堀北幸夫
- 槍の侍：黒木現
- 安五郎：北野拓也
- 女乞食：小柳圭子

## 併映作品
- 『秘録怪猫伝』 : 田中徳三監督